# Medalkrisna
Medalkrisna is een bestuurslaag in het regentschap Bekasi van de provincie West-Java, Indonesië. Medalkrisna telt 3242 inwoners (volkstelling 2010).